# Muratpaşa Kızılkaya, Kırıkhan
Muratpaşakızılkaya là một xã thuộc huyện Kırıkhan, tỉnh Hatay, Thổ Nhĩ Kỳ. Dân số thời điểm năm 2011 là 552 người.